# Henclová
Henclová este o comună slovacă, aflată în districtul Gelnica din regiunea Košice. Localitatea se află la altitudinea de 675 m deasupra n.m., se întinde pe o suprafață de 14,32 km2 și în 2017 număra 102 locuitori.

## Istoric
Localitatea Henclová este atestată documentar din 1344.

## Demografie
| An:                | 1994 | 2004    | 2014    | 2024 |
| ------------------ | ---- | ------- | ------- | ---- |
| Număr de persoane: | 148  | 118     | 101     | 101  |
| Diferență:         |      | −20,27% | −14,40% | +0%  |

| An:                | 2023 | 2024 |
| ------------------ | ---- | ---- |
| Număr de persoane: | 100  | 101  |
| Diferență:         |      | +1%  |